# Sesso non penetrativo

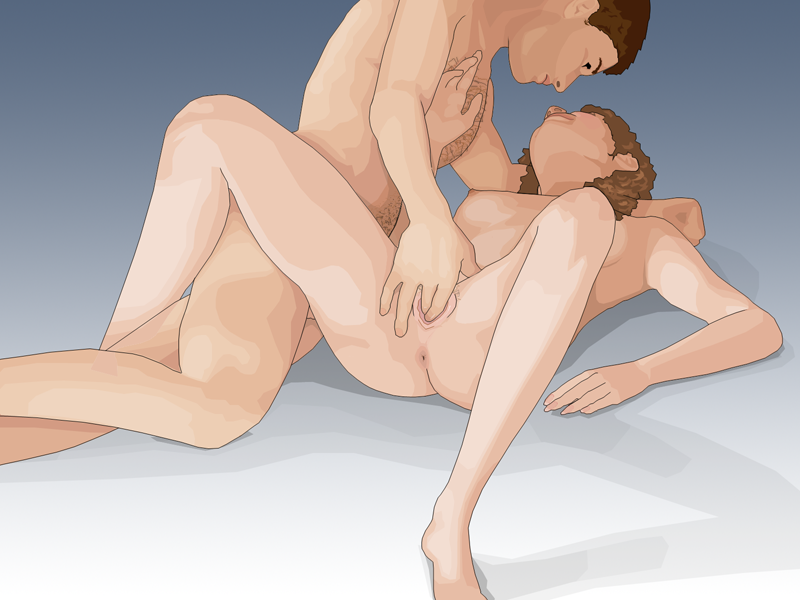
Fingering

Il sesso non penetrativo (outercourse) è l'attività sessuale che non include la penetrazione sessuale; esso esclude gli aspetti penetrativi vaginale, anale e orale, per concentrarsi invece su varie altre forme di intimità erotica, comprendendo il frottage, la masturbazione reciproca, il bacio e le carezze.
Alcune definizioni riguardanti particolari aspetti del sesso non penetrativo includono anche aspetti parzialmente penetrativi, soprattutto nel campo del sesso orale.
Si può scegliere di praticare il sesso non penetrativo per una serie di motivi, tra cui quello d'esser utilizzato come una forma dei preliminari sessuali, quando non come l'attività sessuale primaria o preferita. Le coppie eterosessuali possono esercitare questa forma di rapporto come alternativa alla penetrazione pene-vagina, per conservare la verginità o come forma di controllo delle nascite, è spesso utilizzata anche come alternativa dai maschi affetti da disfunzione erettile, dalle femmine durante le mestruazioni e da uomini e donne per ovviare più facilmente a particolari difficoltà mediche, fisiche o psicologiche che ostacolino o sconsiglino il rapporto genitale completo. Anche le coppie omosessuali gay e lesbiche possono esercitarla per conservare la verginità; i maschi la possono utilizzare come alternativa alla penetrazione nel sesso anale. Uno studio condotto dal The Journal of Sexual Medicine, in cui hanno partecipato ricercatori dell'Indiana University, ha dimostrato che il sesso non penetrativo è la forma di sessualità più praticata da parte degli uomini bisessuali, mentre il sesso anale è risultata la pratica meno diffusa.
Anche se le malattie sessualmente trasmissibili possono essere contratte anche attraverso il rapporto sessuale senza penetrazione, il sesso non penetrativo può essere praticato come forma - almeno parziale - di sesso sicuro, in quanto vi è una minore probabilità che fluidi corporei (principale fonte di trasmissione di infezioni d'origine sessuale) vengano scambiati tra i partner.

## Definizioni

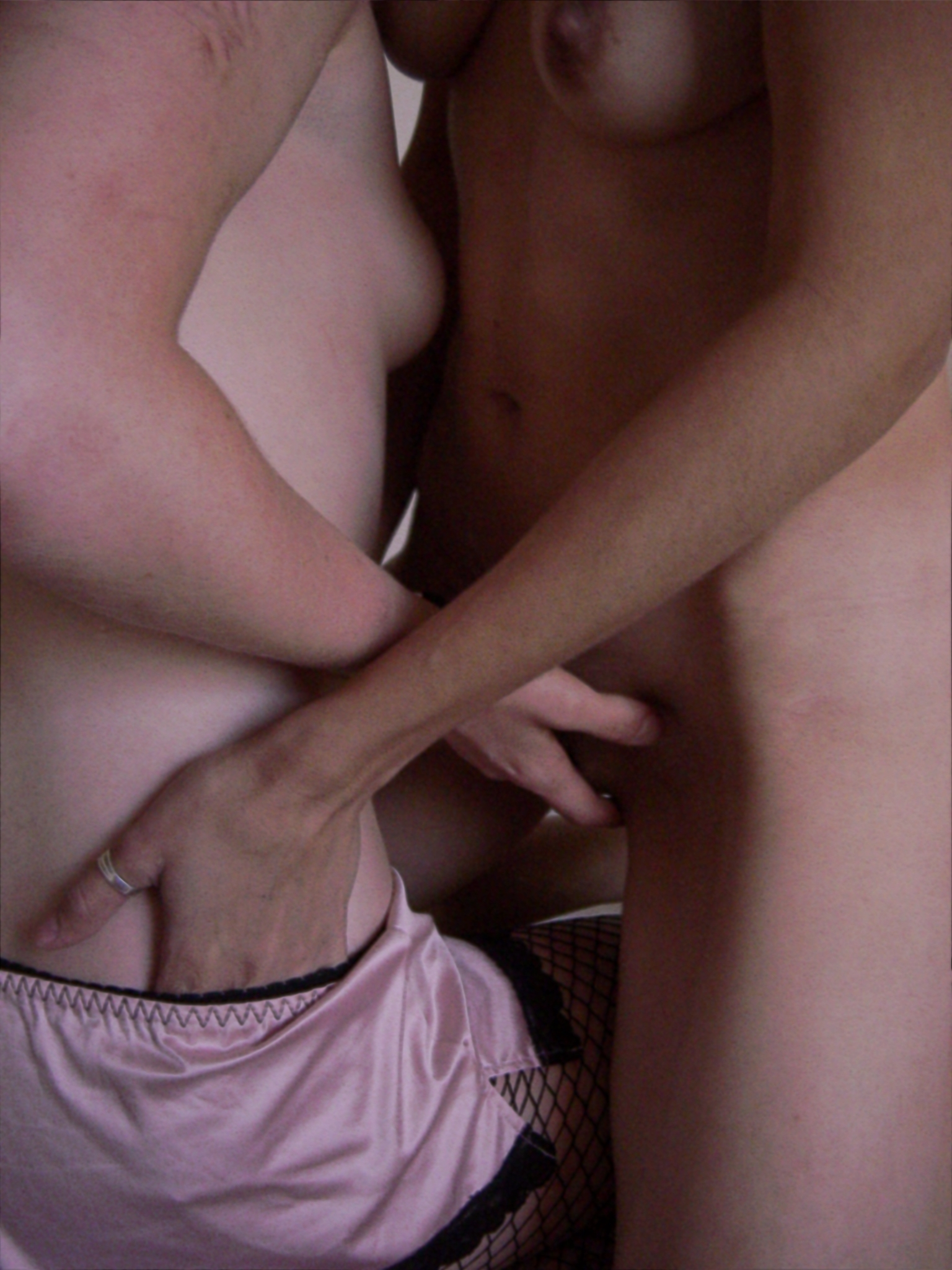
Petting tra donne.

Anche se il sesso non penetrativo è di solito definito come escludente la penetrazione, alcuni atti sessuali non penetranti possono avere anche componenti penetrative: il sesso orale ad esempio, che può includere la carezza orale dei genitali, può altresì anche comprendere la penetrazione della bocca da parte del pene o la penetrazione orale della vagina..
La parola penetrazione o penetrante può anche essere limitata alla penetrazione pene-vagina, cosicché il termine "non penetrativo" verrebbe utilizzato specificamente per riferirsi ad un rapporto sessuale alternativo a quello denominato "sesso vaginale".
Altre definizioni limitano il termine "penetrativo" alla penetrazione da parte del pene, infine alcuni considerano gli atti sessuali non penetranti quelli che non comportano scambi potenziali di fluidi corporei.
Il termine petting pesante (heavy petting) copre una vasta gamma di attività preliminari, tipicamente coinvolge un certo stimolo genitale, ma non l'atto diretto del rapporto sessuale penetrativo. 

### Pratiche

#### Frottage

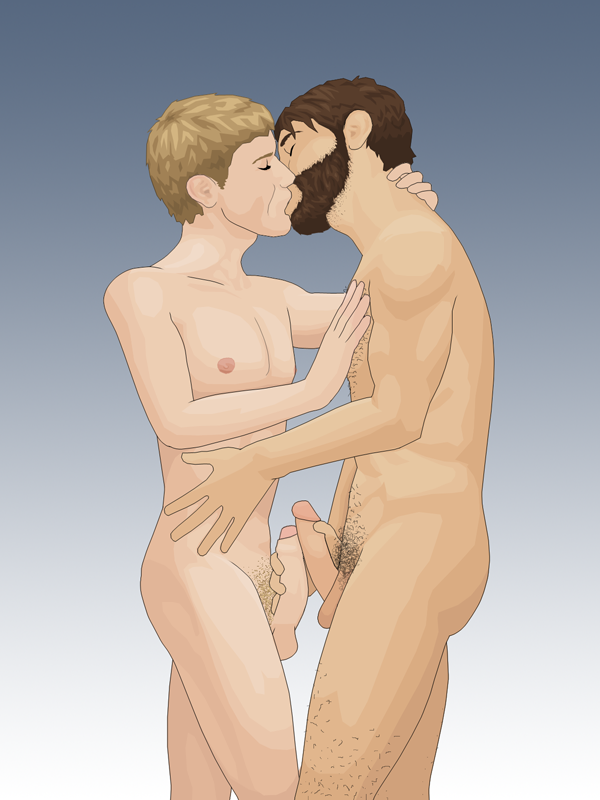
Frot: sfregamento contemporaneo del pene

Frottage è il termine generale indicante l'atto di sfregamento di qualsiasi parte del corpo, comprese le natiche, i seni, l'addome, le cosce, i piedi, le mani, le gambe e gli organi sessuali di una persona contro i genitali di un'altra persona; questo è fatto sia da nudi che da vestiti ed è più comunemente noto come humping o dry sex (sesso asciutto). Quando il frottage include lo sfregamento reciproco dei genitali è talvolta chiamato GG o fregamento genito-genitale.
Le coppie possono impegnarsi nel frottage come una delle forme dei preliminari o semplicemente come metodo per raggiungere la gratificazione sessuale senza gli aspetti inerenti alla penetrazione vaginale, orale o anale. Può essere per lo più una maniera per preservare la verginità o come forma di sesso sicuro. Spesso i giovani praticano il frottage come fase preliminare d'intimità fisica precedente al contatto più esplicito che si desidera attuare.
Il termine frottage deriva dal francese frotter (per l'appunto col significato di strofinare). Tre termini derivano da frotter: l'atto sessuale che coinvolge lo sfregamento (frottage) o strofinamento; l'atto sessuale che si riferisce esclusivamente al reciproco sfregamento genitale tra due maschi senza penetrazione (frot); infine il frotteurismo, che è considerato una parafilia consistente nell'ossessione nei confronti del frottage e di chi lo pratica con soggetti non consenzienti.

#### Masturbazione reciproca

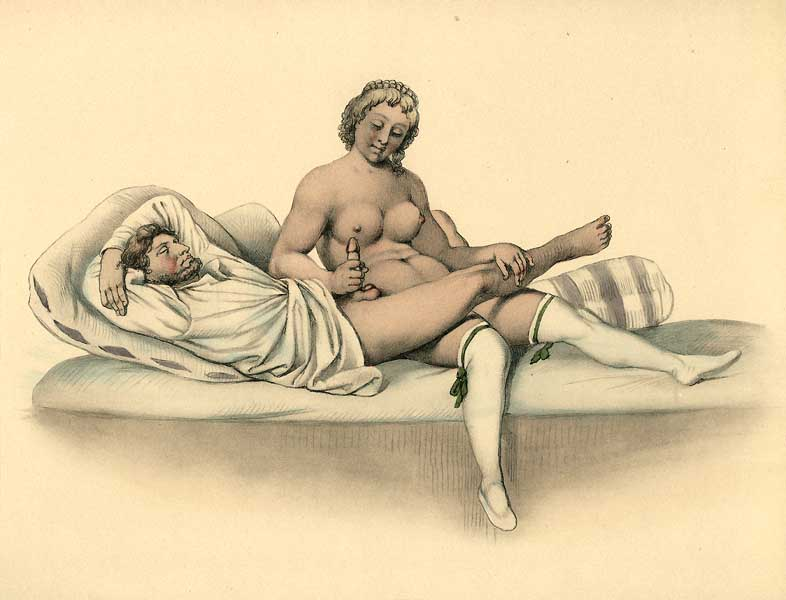
Masturbazione con la mano

La mutua masturbazione, chiamata anche rapporto manuale, solitamente comporta la reciproca stimolazione manuale dei genitali di due o più persone.
Per alcune persone rappresenta la scelta primaria di attività sessuale: alcuni tipi di masturbazione reciproca sono la stimolazione sessuale manuale del pene compiuta da una donna o da un uomo su un altro maschio, oppure il fingering (diteggiatura), ossia la stimolazione sessuale manuale della vagina, della vulva o del clitoride, da una persona su una femmina. Durante la stimolazione dei genitali può essere incluso anche l'utilizzo dei piedi, così come la stimolazione manuale dell'ano.
Vi può anche essere masturbazione reciproca o di gruppo ad esempio nel bukkake.

#### Esclusivamente non penetrante
Il sesso non penetrativo può talvolta essere suddiviso in atti che sono esclusivamente non penetranti da altri che non lo sono. Gli atti sessuali esclusivamente non penetranti includono:
1. Armpit sex (rapporto ascellare, derivazione della parafilia dell'ascella o mascalagnia): si tratta di una variante sessuale in cui il pene è inserito nell'ascella di un'altra persona[27][28][29].
2. Bundling: tradizione di corteggiamento esistente in alcune comunità religiose statunitensi. I due giovani venivano legati dentro ad un sacco fino al collo e poi posti sullo stesso letto, in questo stato trascorrevano poi la notte l'uno accanto all'altra.
3. Massaggio erotico: sfregamento generale del corpo per creare piacere e sensazione di rilassamento. Questo può essere fatto da due o più persone di qualsiasi genere o orientamento sessuale. Noto anche come massaggio sensuale[30][31].
4. Footjob (masturbazione con i piedi): stimolazione sessuale del pene di un individuo con i piedi di un altro individuo. In alcuni casi può essere parte del feticismo del piede. Si verificano anche variazioni in cui è il clitoride ad essere stimolato dai piedi[32].
5. Frot: atto di sfregamento genitale-genitale tra maschi
6. Masturbazione con la mano:
7. Sesso intercrurale: quando il pene è stimolato ponendolo tra le cosce di un altro individuo[20][33][34].
8. Sesso intergluteo: la stimolazione del pene con i glutei[35].
9. Bacio: consiste nel premere e strofinare le proprie labbra su quelle di un'altra persona. Può comprendere il bacio a bocca chiusa e il bacio profondo (detto bacio alla francese) dove la bocca è aperta[36].
10. Spagnola: stimolazione del pene posizionato tra i seni[37]; questa pratica può anche avvenire in altre parti alternative del corpo che creano pieghe.Spagnola, ovvero lo sfregamento del pene tra i seni

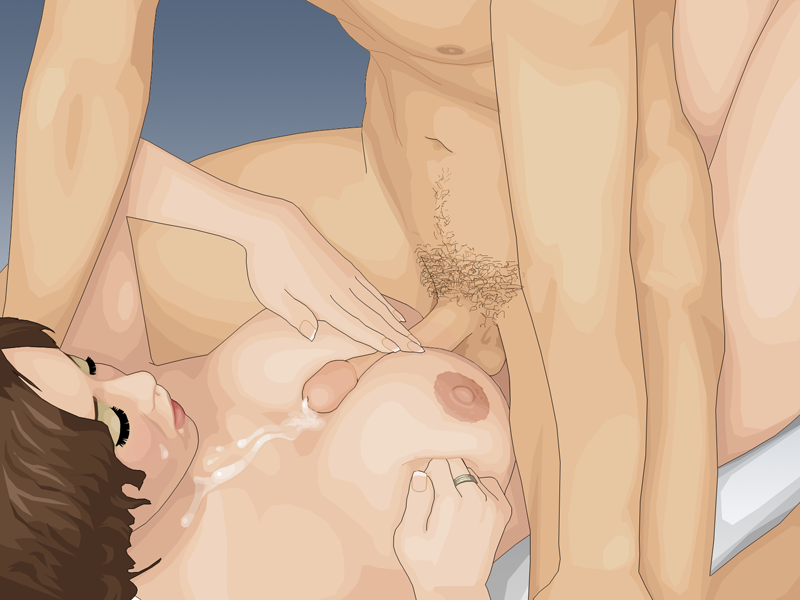
Spagnola, ovvero lo sfregamento del pene tra i seni

11. Stimolazione orale dei capezzoli: quando uno dei partner bacia, lecca o morde i capezzoli dell'altro[38].
12. Stimolazione manuale dei capezzoli: quando uno dei partner accarezza o pizzica i capezzoli dell'altro.Stimolazione manuale dei capezzoli tra due maschi

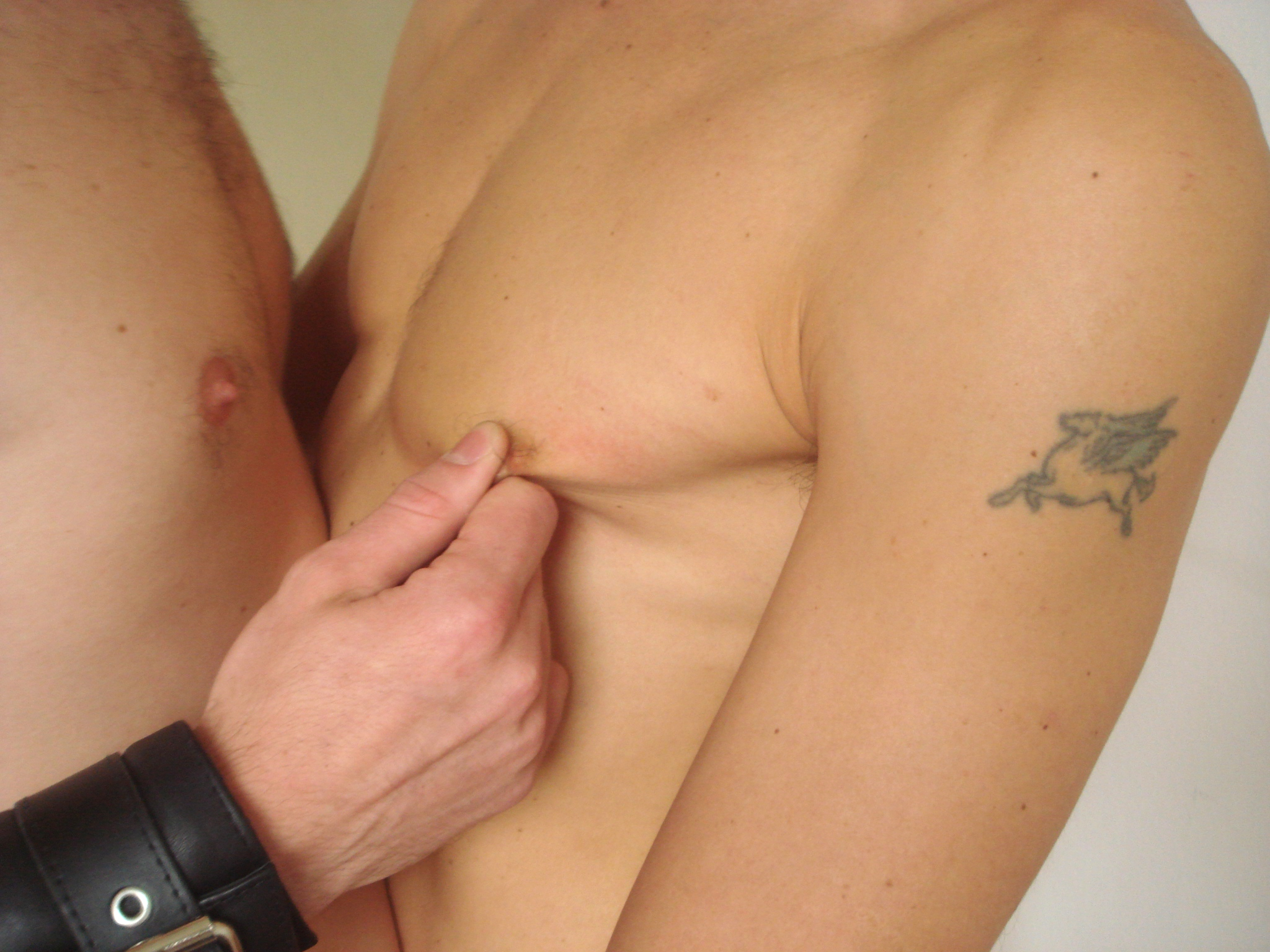
Stimolazione manuale dei capezzoli tra due maschi

13. Tribadismo: dove due femmine strofinano reciprocamente i propri genitali l'una contro l'altra[39][40].

#### Non esclusivamente non penetrante
1. Ditalino (vedi fingering): stimolazione della vagina, del clitoride o dell'ano con le dita
2. Sesso orale: stimolazione dei genitali con la bocca. Noto come fellatio quando l'atto viene eseguito sul maschio, cunnilingus quando invece eseguito su una femmina.
3. Stimolazione utilizzando un vibratore